# Banzaï (film)
Pour les articles homonymes, voir Banzaï.
Pour plus de détails, voir Fiche technique et Distribution.
Banzaï est un film français réalisé par Claude Zidi, sorti en 1983.

## Synopsis
Michel Bernardin travaille chez « Planète Assistance », une compagnie d'assistance spécialisée dans l'aide aux voyageurs français à l'étranger. Isabelle, sa fiancée, va quitter son métier d'hôtesse de l'air pour passer plus de temps avec lui. Grâce à Sophia, elle trouve un emploi dans une agence de voyages, mais, obligée de respecter son préavis, elle doit encore accompagner quelques longs courriers en cachette.
Michel, quant à lui, se voit contraint d'accepter des missions à l'étranger alors qu'il avait, jusqu'alors, tout fait pour rester à Paris à s'occuper de tâches administratives, justement par phobie de l'avion. Pour ne pas inquiéter Isabelle, il décide de ne rien lui dire.
Sophia couvrant les mensonges d'Isabelle pendant que les copains de bureau couvrent ceux de Michel, une série de quiproquos conduit les deux fiancés à se croiser, bien involontairement, à Hong Kong.

## Fiche technique
- Titre : Banzaï
- Réalisation : Claude Zidi, assisté de Jacques Santi
- Scénario : Claude Zidi, Didier Kaminka (+ adaptation) et Michel Fabre
- Images : Jean-Jacques Tarbes
- Musique : Vladimir Cosma
- Montage : Nicole Saunier
- Costumes : Olga Pelletier
- Habilleuse : Brigitte Le Brigaud
- Ensemblier : Alain Abitbol
- Maquillage : Didier Lavergne
- Effets spéciaux : Derrek Meddings - Prises de vues : Paul Wilson - Production : Nigel Wood
- Ingénieur du son : Michel Laurent
- Script-girl : Claudine Zidi
- Accessoiriste, effets spéciaux : Jacques Martin
- Régie extérieure : Régis Nicolino
- Photographe de plateau : Juan Quirno
- Groupman : Gérard Sionneau
- Bruiteur : Jean-Pierre Lelong
- Mixage : Dominique Hennequin
- Doublage : Chrismax - Ingénieur du son bruitage : Jean Dugue
- Générique et trucages : Euro-Titres
- Société de production : Renn Productions
- Producteur : Claude Berri
- Producteur exécutif : Pierre Grunstein
- Laboratoire : Eclair
- Pays :  France
- Lieu de tournage : Tunisie  / Chine : Hong Kong / États-Unis : New York / France : Paris
- Format : Couleurs, Panavision, pellicule Kodak Eastmancolor
- Pellicule son : Agfa-Gevaert et Pyral - Repiquage : Elison
- Durée : 102 minutes
- Genre : comédie
- Date de sortie : France : 23 mars 1983
- Affiche : Jean Mascii (France)

## Distribution
- Coluche : Michel Bernardin, cadre de la compagnie « Planète Assistance »
- Valérie Mairesse : Isabelle Parisse, hôtesse de l'air et fiancée de Michel
- Didier Kaminka : le cousin Paul
- Marthe Villalonga : Madame Bernardin, la mère de Michel
- Éva Darlan : Carole, la médecin
- François Perrot : le directeur de Planète Assistance
- Jean-Marie Proslier : le businessman du Concorde
- Zabou : Sophia, l'amie d'Isabelle
- Rachid Ferrache : Julien, le garçon rapatrié de Tunisie
- Gérard Holtz : le journaliste TV
- Christian Spillmaecker : un collègue de Michel
- Rabah Loucif : Rachid
- Jean-Claude Martin : le père de Julien
- Chantal Pommier : la mère de Julien
- François Viaur : le responsable de la société de crédit
- Dominique Balzer : Robert
- Christian Charmetant : l'employé rigolard
- Bernard Rousselet : le directeur du personnel d'Isabelle
- Madeleine Barbulée : la vieille dame du Paris-Tunis
- André Chaumeau : le vendeur de meubles
- Marcel Gassouk : un voisin d'Isabelle
- François Guétary : le conducteur du buggy
- Baaron : le chef de la junte
- Aline Bertrand : la vieille dame du pavillon
- Luang Ham-Chau : le pilote de l'avion
- Annie Savarin : la passagère à la valise
- Pierre Bruneau : le mari de la passagère à la valise
- Khady Thiam : l'infirmière africaine
- Umbañ U Kset : le médecin chef africain
- Hélène Zidi : Marie
- Isabelle Attali : l'hôtesse du Paris-Tunis
- Pierre Baton : un policier à Roissy
- Bernard Cazassus : le clochard
- Pascal N'Zonzi : le chef de la police
- Bob Ingarao : le chef de gare
- Jean Cherlian : le premier policier
- Akonio Dolo : Hissen
- Michel Duchezeau : le type
- Hugues Leforestier : le médecin du SAMU
- Thierry Liagre : le premier conducteur
- Leah Lourié : la montagne
- Max Mégie : un actionnaire
- Daniel Milgrant : le responsable espagnol
- Orif Mizrahi : l'infirmière tunisienne
- Joseph Niambi : le préposé au parking
- Bernard Tixier : le second actionnaire
- Huguette Vergne : la voisine d'Isabelle
- Caroline Von Ebbe : la passagère du Buggy
- Serge Wagner : le conducteur de la Méhari
- Jacques Santi : l'officier de pont sur le porte-avions
- Marc François : l'aumonier

## Production

### Choix des interprètes
Valérie Mairesse a affirmé avoir obtenu son rôle sur la demande de Coluche quand l'agent d'Isabelle Morizet (alias Karen Cheryl), d'abord pressentie, s'opposa à sa participation au film.

### Tournage
Tournage du 13 décembre 1981 au 18 mai 1982
Lieux de tournage :[réf. nécessaire]
- France : à Paris dans le 18e arrondissement au 35, rue du Chevalier-de-La-Barre (la scène sur les toits de « Planète Assistance » avec une vue lointaine sur la Basilique du Sacré-Cœur) ; Asnières-sur-Seine, rue de la Station.
- Tunisie
- Maroc : à Ouarzazate
- États-Unis : à New-York, quartier de South Bronx (les scènes à New-York ressemblant à Harlem) ; la 165e rue (la scène de la course poursuite dans les rues de New-York) ; le quartier de Harlem (Manhattan)
- Chine : à Hong-Kong et Guangdong

La scène finale du crash du Boeing 747 japonais sur le pont d'un porte-avions américain est réglée par le concepteur d'effets spéciaux visuels Derek Meddings (en), qui a notamment travaillé sur la série des James Bond. Le tournage de la scène a lieu dans le bassin extérieur des Pinewood Studios, près de Londres. La maquette de l'avion mesure 1,20 mètre et celle du porte-avions 4 mètres.

## Autour du film
- Coluche a eu beaucoup de mal à réussir ses gags dans le film. En effet l'acteur était à cette période en pleine dépression à la suite de la chaotique affaire de sa candidature à l'élection présidentielle de 1981, du divorce avec sa femme[3] et du suicide de l'acteur Patrick Dewaere[4].
- Dans la scène de la chambre, quand Coluche lit son journal, on peut voir la télévision allumée avec un épisode d’ Amicalement Vôtre.
- Dans la scène de l'avion à la fin du film, on peut entendre la musique catastrophique de l'avion de guerre, la même que dans La Course à l'échalote (lors de l'incendie de la vieille maison), Les Sous-doués en vacances (lors de l'attaque d'un faux requin) et dans Astérix et la Surprise de César (lorsqu'Idéfix court rattraper la gourde de potion magique dans les égouts de Rome au moment où Astérix se noie dans la prison à la suite des inondations). Le compositeur Vladimir Cosma a en effet toujours l'habitude de reprendre quelques thèmes dans plusieurs films dont il compose la musique.
- Le petit Rachid Ferrache qui joue le rôle de Julien s'était fait connaître une année plus tôt avec le film L'As des as aux côtés de Jean-Paul Belmondo.
- L'acteur américain James McDaniel (de la série NYPD Blue) réalise ses débuts dans ce film, en incarnant l'un des voyous de New York.